# 造寺司
造寺司（ぞうじし）とは、奈良時代に官寺あるいはこれに准じた寺院を造営するために設置された令外官のこと。

## 概要
寺院単位で設置され、施設の建築やそこで使われる用具の製造（経典の写経も含む）にあたった。最古の例は法興寺創建時において蘇我善徳（馬子の子）が任じられたとされ、飛鳥寺創建の際にも設置されていた（その施設内から大量の富本銭が発掘されている）が、本格的な設置は律令制導入以後とされている。本来こうした造営は木工寮などが担当することとなっていたが、鎮護国家思想の高まりによって造寺が盛んになり、更に遷都なども重なって木工寮への業務の集中を避けると同時に、権力や利権の集中を防ぐことも目的であったとされている。
大規模な寺院造営を行う造寺司では四等官（長官・次官・判官・主典）が導入されて人員や官位相当は省に准じる場合もあった他、下部の官司として「所」が設置されることもあった。東大寺造営のための造寺司である造東大寺司の下に置かれた「写経所」の公文書の一部は正倉院文書として現代に伝えられている。四等官の下には史生・舎人、更には技術や熟練度によって位置づけられた大工・少工・長上・番上以下多数の工匠を抱えていた。
財源は封戸が主であったが、墾田永年私財法施行以後は初期荘園なども加えられるようになった。こうした財源は造寺司を経由して寺院の財源となるために、一面においては僧尼令や僧綱とは別の意味で寺院や三綱以下の僧侶を監督・統制する手段ともなり得たのである。
だが、奈良時代末期の宇佐八幡宮神託事件をきっかけとした仏教に対する規制強化や朝廷の財政難などによって造寺事業は縮小され、遅くても平安時代初期には殆どの造寺司は廃止され、財源や寺院の監督は別当や三綱に移ることになった。

## 主な造寺司
- 奈良薬師寺－造薬師寺司
- 大安寺－造大安寺司
- 東大寺－造東大寺司
  - 石山寺－造石山寺所（造東大寺司の下部官司）
- 下野薬師寺－造下野薬師寺司
- 法華寺－造法華寺司
- 西大寺－造西大寺司
- 興福寺－造興福寺仏殿司
- 西隆寺－造西隆寺司
- 観世音寺－造観世音寺司[1][2][3]